# 文同
文同（1018年—1079年），字与可，自号笑笑先生或笑笑居士，人称石室先生，四川梓州永泰（今四川盐亭县东北面）人。

## 生平

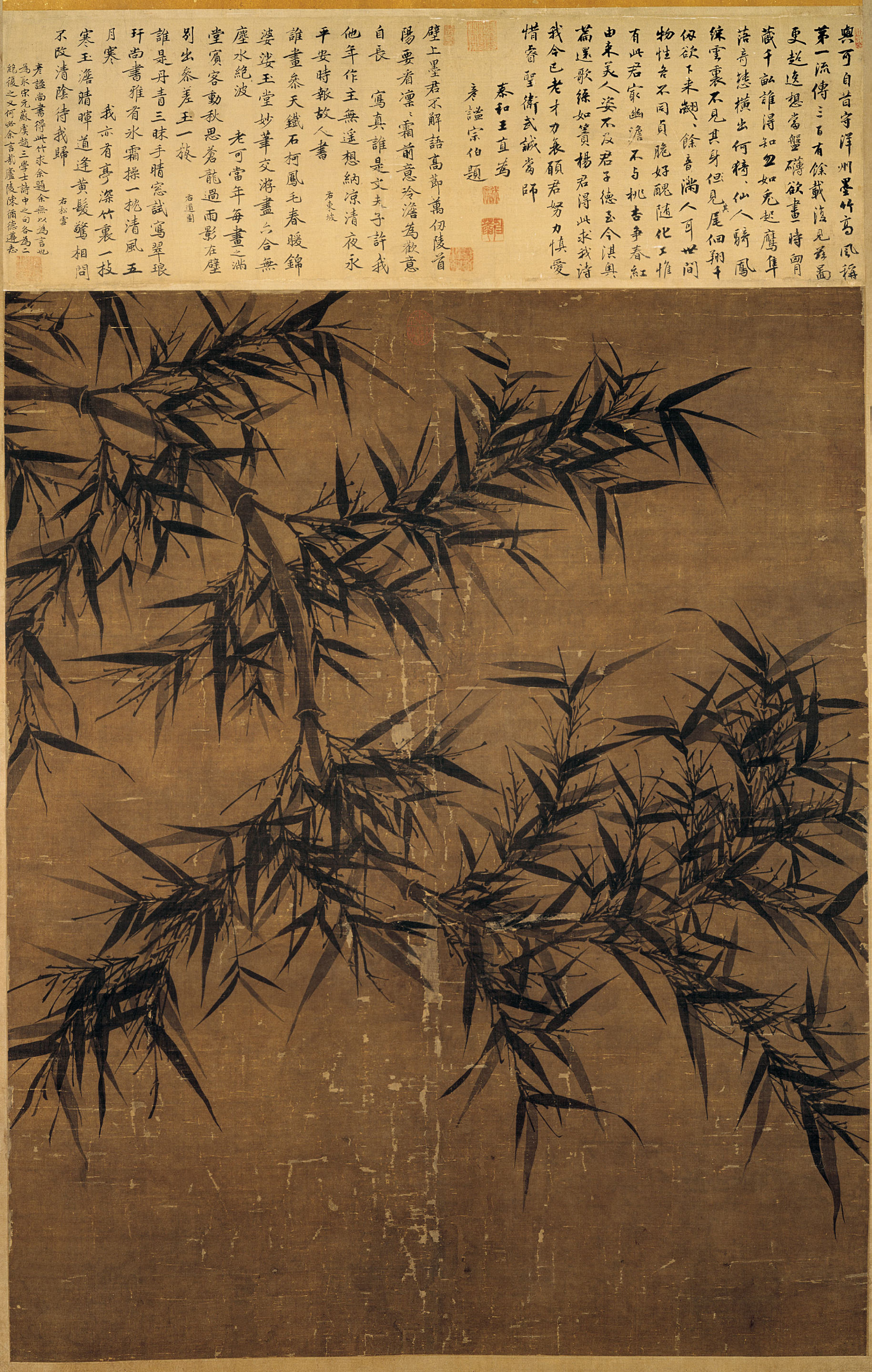
竹子是文同繪畫的重心，也是文同畫作主題的大宗。圖為文同著名的畫作《墨竹圖》

文同历官邛州、洋州等知州，元丰初出知湖州，未到任而死，人称“文湖州”。
曾參與校對《新唐書》。善画墨竹，他的表弟苏轼曾称赞他为诗、词、画、草书四绝，曾深入竹乡观察体会，下笔迅速，以墨色深浅描绘竹子远近、向背。画家米芾称赞他“以墨深为面，淡为背，自与可始也。”开创了墨竹画法的新局面。苏轼画竹受其影响，学他的人很多，有“湖州竹派”之称。钱钟书提到文同诗与画相融的特点：“在诗里描摹天然风景，常跟绘画联结起来，为中国的写景文学添了一种手法……在他以后，这就成为中国写景诗文里的惯技，西洋要到十八世纪才有类似的例子”。
洋州城北有篔筜谷，茂林修竹，文同暇日常来此悠游、观竹，画竹精益。他对竹子观察细致，画时振笔直挥，可同时握两枝不同深浅的墨笔，同时画两枝竹。成语“胸有成竹”正是从他画竹而来。
他的草书已经失传，尚有四幅墨竹传世。後人編有《丹淵集》四十卷，拾遺二卷，附范百禄所撰墓志及家诚之所撰年譜。